# Котовано (археологический памятник)
Котовано — археологический памятник, комплекс памятников истории и культуры первобытного человека, датированный неолитом и энеолитом, а также поселений древнерусского периода.

## Описание
Расположен в окрестностях села Котовано Дрогобычского района Львовской области, Украина.
Наиболее исследовано поселение эпохи неолита культуры линейно-ленточной керамики (урочища Запуст и Дубина). Во время раскопок 1942 года археологической экспедицией Львовского исторического музея под руководством Ярослава Пастернака здесь были обнаружены два жилища типа полуземляно, найдено много каменных и керамических изделий. Это были одни из первых полностью исследованных жилищ культуры линейно-ленточной керамики на западноукраинских территориях.
Первое поселение расположено в урочище Запуст к западу и северо-западу от села на невысоком холме в 2 км от реки Быстрица, нижнем притоке Днестра. Длина поселения составляла 1 км, ширина — 200—300 м. Длина первого жилья составляла 9,8 м, ширина — 0,7-2,8 м, глубина — 0,42-1,20 м от современной поверхности. В полуземлянке — три хозяйственные ямы. Вторая полуземлянка обнаружена на расстоянии примерно 7,5 м юго-восточнее первой. Размеры её — 4,0-1,0-1,68 м. На расстоянии 1 км севернее урочища Запуст в урочище Дубина, Я. Пастернак исследовал ещё одно поселение культуры линейно-ленточной керамики. Собранный здесь материал состоит только из фрагментов глиняной посуды, не отличающихся от керамики, найденной в урочище Запуст.

## История исследований
Археологический памятник изучался Владимиром Кобильником, Ярославом Пастернаком, Игорем Свешниковым, Леонидом Мацкевым, Владимиром Козаком и другими.